# Súng, vi trùng và thép: Định mệnh của các xã hội loài người
Súng, Vi trùng và Thép (tiếng Anh: Guns, Germs, and Steel, tên đầy đủ là: Guns, Germs, and Steel: The Fates of Human Societies/Súng, Vi trùng và Thép: Định mệnh của các xã hội loài người) là một cuốn sách của tác giả Jared Diamond xuất bản vào năm 1997, đây cuốn sách khoa học phổ thông thứ hai và nổi tiếng nhất của ông, cuốn sách này trở thành cuốn sách bán chạy nhất trên thế giới, được dịch ra 33 thứ tiếng và nhận được nhiều giải thưởng, trong đó có một giải Pulitzer, một giải thưởng Sách Khoa học Aventis và giải thưởng Khoa học Phi Beta Kappa năm 1997. Một bộ phim tài liệu truyền hình nhiều tập dựa trên cuốn sách đã được Hiệp hội Địa lý Quốc gia sản xuất vào năm 2005.

## Đại cương
Tác phẩm nêu lên câu hỏi tại sao người Á-Âu đã chinh phục và thay thế người Mỹ bản địa, người Úc và người châu Phi, thay vì ngược lại. Trong cuốn sách này lập luận rằng kết quả này không phải do lợi thế sinh học của bản thân các dân tộc Á-Âu mà thay vào đó là các đặc trưng của lục địa Á-Âu, nhất là sự đa dạng cao độ của các loài thực vật và động vật hoang dã phù hợp với việc thuần hóa và trục chính Đông/Tây của nó đã giúp cho sự lây lan những loài động vật thuần hóa, con người và công nghệ cho khoảng cách dài với rất ít thay đổi theo vĩ tuyến, tác giả cho rằng thấy tầm quan trọng của việc cùng vĩ độ như là yếu tố quyết định cho khí hậu, điều kiện sinh trưởng, để từ đó việc phát tán dễ dàng hơn.
Phần đầu tiên của cuốn sách tập trung vào lý do tại sao chỉ có một số ít các loài thực vật và động vật hoang dã đã chứng minh phù hợp với sự thuần hóa. Jared Diamond lí giải tại sao việc thuần hoá loài thú hoang dã chỉ xảy ra đối với một lượng rất ít các loài, chỉ có 14 loài trong số 148 loài thú hoang dã lớn, ăn cỏ và sống trên đất liền của thế giới là được thuần hoá, ông đã rút ra một nguyên lí áp dụng cho việc lí giải sự thuần hoá loài vật là "Các loài vật thuần hoá được thảy đều giống nhau; mỗi loài vật không thuần hoá được đều không thuần hoá được theo một cách riêng" do đó đã tóm được những nguyên nhân làm cho việc thuần hoá các loài nào đó không thành công.
Phần thứ hai thảo luận về cách địa phương sản xuất thực phẩm dựa trên những loài động vật thuần hóa dẫn đến sự phát triển quần thể dày đặc và phân tầng dân số loài người, văn tự, tổ chức chính trị tập trung, và các bệnh dịch truyền nhiễm. Phần thứ ba so sánh sự phát triển của sản xuất lương thực và của xã hội loài người trong các châu lục và khu vực khác nhau trên thế giới. Ảnh hưởng của các hướng trục gây trực tiếp lên sự bành trướng của sản xuất lương thực, từ đó tác động gián tiếp lên những thứ khác như sự phát minh bánh xe, chữ viết và các phát minh khác. Ông cho rằng các phát minh ra đời và được đưa ra ứng dụng đời sống là hệ quả của một quá trình tích luỹ lâu dài theo thời gian chứ không phải là một công trình đơn lẻ của riêng một người hay một nhóm người nào.

## Phê bình
Nhà nhân chủng học Jason Antrosio đã mô tả một cách nhạo báng rằng tác phẩm Súng, Vi trùng và Thép này là một hình thức "khiêu dâm học thuật" (Academic porn), ông này viết rằng "Lời kể của Diamond khiến tất cả các yếu tố thống trị châu Âu trở thành sản phẩm của một lịch sử xa xôi và tình cờ" và "hầu như không có vai trò gì đối với quyền tự quyết của con người – Khả năng mà người ta đã có để đưa ra quyết định và ảnh hưởng đến kết quả. Những người châu Âu tự dưng lại trở thành những kẻ chinh phục vô tình, phát xuất ngẫu nhiên. Ông còn cho rằng "Jared Diamond đã gây ra những khúc mắc lớn khi kể về lịch sử loài người. Ông ấy đã bóp méo rất nhiều vai trò của quá trình thuần hóa và nông nghiệp trong lịch sử. Thật không may, khả năng kể chuyện của ông ta quá hấp dẫn đến nỗi đã quyến rũ một thế hệ đại học- những độc giả có học"
Trong một cuốn sách cuối cùng được xuất bản vào năm 2000, nhà nhân chủng học và địa lý học James Morris Blaut đã chỉ trích tác phẩm Súng, Vi trùng và Thép, trong số các lý do đó là vì đã làm sống lại lý thuyết sự quyết định của môi trường (Environmental determinism), và mô tả Diamond như một ví dụ của một nhà sử học theo thuyết châu Âu luận (Eurocentrism) hiện đại. Blaut còn chỉ trích việc Diamond sử dụng một cách mập mờ các thuật ngữ "Âu-Á" và "sáng tạo" một cách lỏng lẻo, thiếu chặt chẽ, mà ông tin rằng khiến người đọc hiểu nhầm rằng Tây Âu sẽ chịu trách nhiệm về những phát minh công nghệ nảy sinh ở Trung Đông và châu Á.
Các phê bình khác đã được nêu ra đánh giá về lập trường của tác giả đối với cuộc cách mạng nông nghiệp. Quá trình chuyển đổi từ săn bắt và hái lượm sang nông nghiệp không nhất thiết phải là một quá trình một sớm một chiều. Người ta đã lập luận rằng săn bắn và hái lượm thể hiện một chiến lược thích ứng, chiến lược này vẫn có thể được khai thác, nếu cần, khi sự thay đổi môi trường gây ra căng thẳng về vấn đề lương thực cho nhà nông. Trên thực tế, đôi khi rất khó để vạch ra ranh giới rõ ràng giữa xã hội nông nghiệp và xã hội săn bắn hái lượm, đặc biệt là kể từ khi nông nghiệp được áp dụng rộng rãi và kết quả là sự truyền bá văn hóa đã xảy ra trong suốt hơn 10.000 năm qua
Kerim Friedman đã viết rằng: "Mặc dù thật thú vị và quan trọng khi đặt câu hỏi tại sao công nghệ lại phát triển ở một số quốc gia trái ngược với những quốc gia khác, nhưng tôi nghĩ rằng nó đã bỏ qua một vấn đề cơ bản: đó chính là sự bất bình đẳng trong các quốc gia cũng như giữa các quốc gia". Kathleen Lowrey lập luận rằng Súng, Vi trùng và Thép là "những lời thì thầm độc ác: kẻ lừa bịp về chủ nghĩa thực dân, chế độ nô lệ, chủ nghĩa tư bản, phân biệt chủng tộc và chủ nghĩa tân đế quốc, phải, đó tất cả những gì bạn muốn, nhưng đó không phải lỗi của ai cả. Đây là một cảnh sát độc ác. [...] Về cơ bản, người ta nói [các nền văn hóa/xã hội không phải phương Tây] thật đáng thương... Timothy Burke, một giáo viên về lịch sử châu Phi, đã chỉ trích Diamond vì đã xếp hầu hết những người châu Phi cận Sahara trước năm 1500 (ngoại trừ những người nói tiếng Khoisan và 'người lùn'), vào nhóm chủng tộc "người da đen" ngay cả khi ông "thừa nhận rõ ràng rằng đó là một loại phân loại cực kỳ kém mô tả của các nhóm người mà ông đang xếp vào danh mục đó".

## Giải thưởng
Ở Việt Nam, cuốn sách được dịch giả Trần Tiễn Cao Đăng biên dịch, đã đoạt giải A giải thưởng sách quốc gia năm 2021.